# Hofgericht Köslin
Das Hofgericht Köslin war ein Hofgericht, das im 18. und 19. Jahrhundert in dem zu Preußen gehörenden Hinterpommern bestand.

## Geschichte
Das Gericht wurde im Jahre 1720 geschaffen, indem das Gebiet der sogenannten pommerschen Hinterkreise aus dem Bezirk des Hofgerichts Stargard herausgelöst und ein eigenes Hofgericht eingerichtet wurde. Sitz des neugebildeten Gerichts war die Stadt Köslin.
Der Gerichtsbezirk des Hofgerichts Köslin umfasste das Fürstentum Cammin, das Domkapitel Kolberg, den Kreis Belgard, den Kreis Neustettin, den Kreis Rummelsburg, den Kreis Schlawe und den Kreis Stolp. Im Jahre 1804 wurde der Gerichtsbezirk um den Kreis Lauenburg-Bütow erweitert, der zuvor im Hinblick auf Justizsachen Westpreußen zugeordnet war; das dortige Landvogteigericht Lauenburg wurde aufgelöst und seine Aufgaben wurden dem Hofgericht Köslin zugelegt.
Das Hofgericht Köslin bestand aus einem Präsidenten, einem Direktor und sechs Hofgerichtsräten. Der jeweilige Präsident des Hofgerichts war zugleich Mitglied des 1747 gebildeten Kösliner Konsistoriums.
Das Hofgericht Köslin bestand bis 1808, als es im Rahmen einer Neuorganisation der Justiz in Preußen in dem neu eingerichteten Oberlandesgericht Köslin aufging.
Akten des Hofgerichts Köslin befinden sich heute im Archiwum Państwowe w Szczecinie (Staatsarchiv Stettin) sowie im Landesarchiv Greifswald.

## Richter
Präsidenten waren:
- 1720–1734: Christoph Friedrich von Suckow (führte noch nicht die Amtsbezeichnung Präsident, sondern Hofgerichtsverwalter und Direktor)
- 1734–1747: Henning Franz von Münchow
- 1747–1748: Ewald Georg von Kleist
- 1749–1764: George Bogislav von Bonin
- 1765–1768: George Friedrich von Broecker
- 1769–1797: Ewald George von Pirch
- 1797–1808: Ludwig Wilhelm August von Gerlach

Räte waren (unvollständige Auflistung):
- 1796–1806: Ernst Philipp von Bonin  (* 23. November 1767 in Ostpreußen; † 6. Juni 1810 in Köslin)[5]